# Agârbiciu (sit SCI)
Agârbiciu este o arie protejată (sit de importanță comunitară — SCI) din România, desemnată în scopul protejării biodiversității și menținerii într-o stare de conservare favorabilă a florei spontane și faunei sălbatice, precum și a habitatelor naturale de interes comunitar aflate în arealul zonei de protecție. Aceasta se întinde pe o suprafață de 240,8 ha, integral pe uscat.

## Localizare
Situl Agârbiciu se întinde pe teritoriul administrativ al comunei Căpușu Mare din județul Cluj. Centrul acestuia este situat la coordonatele 46°45′42″N 23°16′23″E / 46.761739°N 23.273103°E.

## Înființare
Agârbiciu (ROSCI0274) a fost declarat sit de importanță comunitară în decembrie 2007 pentru a proteja o insectă vulnerabilă din fauna sălbatică a României.

## Biodiversitate
Situată în ecoregiunea continentală de la poalele Munților Gilăului (grupă montană a Munților Apuseni, aparținând lanțului carpatic al Occidentalilor), aria protejată nu conține habitate naturale.
La baza desemnării sitului se află o specie faunistică ocrotită la nivel european prin Directiva C.E. 92/43/CE (anexa I-a) din 21 mai 1992 (privind conservarea habitatelor naturale și a speciilor de faună și floră sălbatică) și aflată pe lista roșie a IUCN. Aceasta este cunoscută sub denumirea populară de albilița portocalie (Colias myrmidone), un fluture din familia Pieridae.